# Queen Camel
Queen Camel est une paroisse civile et un village du Somerset, en Angleterre.